# Xabier Euzkitze
Xabier Peritz Mendizabal, (Javier Pérez Mendizabal de naixement) conegut com a Xabier Euzkitze, (Azpeitia, 9 de juny de 1966) és un periodista i ex-bertsolari professional basc.
Tot i ser d'Azpeitia, ha viscut a Zarautz des que era nen. Va començar sent bertsolari de jove; quedà tercer al campionat de bertsolaris del 1989 i segon al de 1993. Acabà la seva carrera en aquest art a Soraluze el 1998, quan sols tenia 32 anys. Després d'això començà a treballar com a periodista a la ràdio, i després saltà a la televisió basca, ETB. Ha presentat programes com Sorginen Laratza, Kalaka i el telenotícies a ETB1, i és notable el seu paper de comentarista als partits de pilota basca. També és columnista del diari Noticias de Gipuzkoa.